# Ptolemej od Cipra
Ptolemej od Cipra (? - 58. pr. Kr. ) bio je kralj Cipra iz dinastije Ptolemejida. Rodio se kao egipatski kraljević, odnosno nezakoniti sin kralja Ptolemeja IX. Latira. Nakon očeve smrti vlast nad Egiptom je preuzeo njegov stariji brat Ptolemej XII Aulet, dok je mlađi Ptolemej 80. pr. Kr. preuzeo upravu nad Ciprom. Za razliku od brata, nije se trudio biti saveznik Rimljanima za vrijeme trećeg mitridatskog rata.
Kada je mladi rimski političar Publije Klodije Pulher zarobljen od cilicijskih pirata, poslao je poruku Ptolemeju da za njegov račun plati otkupninu. Ptolemej je poslao tako malenu svotu da su pirati pali u smijeh, zaključili da je Klodije bezvrijedan te ga pustili bez da uzmu novac. Klodije je zbog toga bio smrtno uvrijeđen, te je, postavši tribun 58. pr. Kr. progurao zakon kojim Cipar postaje rimska provincija. Odluku je Ptolemeju došao saopćiti Katon Mlađi, ponudivši mu kao naknadu za gubitak kraljevske časti mjesto vrhovnog svećenika u Pafosu i izdašnu mirovinu. Ptolemej je to odbio, ali, svjestan da se ne može odupirati Rimljanima, odlučio umrijeti kao kralj počinivši samoubojstvo.